# 日本ナポリタン学会
日本ナポリタン学会（にっぽんナポリタンがっかい、英語: Nippon Naporitan Gakkai）は、日本の市民団体である。神奈川県横浜市の有志の市民により結成されており、横浜発祥と言われるナポリタンを盛り上げ、ナポリタンに関する広報活動、オリジナルナポリタンの開発・商品化の検討やナポリタンイベントの企画を通じて、横浜を活性化させる活動を行っている。
「学会」とは名乗っているが、日本学術会議、日本学術協力財団、科学技術振興機構による『学会名鑑』には、団体として記載されていない。

## 沿革
横浜港開港150周年イベントである2009年の「開国博Y150」開催に際して、このイベントを盛り上げるための地域SNS「ハマっち!」が設置された。このSNSで、横浜の食品製造業に勤める田中健介が人気を博していた。田中は「ハマの麺食い男」と呼ばれるほど麺を愛好しており、様々な麺類や店舗をブログ（後年に『麺食力』の題で書籍化）で紹介していた経緯があった。
ナポリタン発祥の地が横浜との説があることから、田中はSNSで「横浜のナポリタンはどこよりも美味」と主張した。これに対して、愛知県名古屋市出身の音楽家である岩室晶子が反論を唱え、「名古屋式のナポリタンであるイタリアンの方が上」として、対決を申し出た。
SNSでの他のメンバーの盛り上がりや、横浜市中区から一部費用の助成もあり、Y150のプレイベントで、田中側のナポリタン、岩室側のイタリアンの対決が可能となった。横浜メディアビジネスセンターを会場として、2009年2月15日に、「横浜ブランド争奪戦 スパゲティナポリタン頂上対決!」の開催が決定した。審査委員長は小説家の山崎洋子、審査員には中区の町内会連合会長、中区区長の中上直、Y150の総合プロデューサーの小川巧記、テレビ神奈川の幹部ら、錚々たる面々が揃った。さらには、大々的な宣伝を行っていない上に、単に2種類のナポリタンを食べ比べるだけのイベントにもかかわらず、当日は会場外に多くの客が長蛇の列をなし、会場は200人の客でにぎわった。
このイベントでは実は、この盛り上がりを良い方向にクロージングする目的で、負けた側が学会を立ち上げるという罰ゲームが定められており、「ナポリタンにより地域活性化を市民から仕掛けていこう」と対決した2人の発起により、同2009年9月7日、「日本ナポリタン学会」が立ち上げられた。会長は田中健介、副会長が岩室晶子である。当時公務員であった杉山昇太が事務局長を務め、その企画力や実行力で学会を支えている。
学会の趣旨は、「多くの人に愛されてきた昔ながらの味の再評価、再認識」「日本の貴重な食文化と位置付け、ブランド化」である。杉山昇太は「横浜は横浜中華街など中華料理で有名だが、ナポリタンが横浜発祥と言われるように洋食文化の発祥の地でもあり、ナポリタンを始めとする横浜の洋食の味を発信し、人々に楽しんでもらう」、岩室晶子は「横浜と言えばナポリタン」「ナポリタンは横浜の洋食文化の象徴」としている。神奈川新聞で「かながわ定食紀行」を連載した今柊二も、「ナポリタンは定食にとっての付け合わせとしても重要な役割を果たしている」と語っている。
2014年には、地方の疲弊をはね返そうと取り組む団体の支援を趣旨とする「地域再生大賞」の第4回において、優秀賞を受賞した。

## 活動内容
横浜市の活性化を目的として、横浜を中心とする神奈川県内の食べ歩き、ナポリタンに関連する様々なイベントの開催、各企業とのコラボレーションによる商品化、ナポリタンに関する情報の発信が、主な活動内容である。
学会設立の翌10月に早くも、学会主催による「ナポリタン・ファミリーコンテスト」が開催され、ナポリタン発祥説と縁のあるホテルニューグランドの総料理長が審査委員長を務め、公募で選ばれた10チームとゲスト参加のレストランが、ナポリタンを様々にアレンジした料理を競い合った。
商品化としては、美濃屋あられ製造本舗の「横浜ナポリタン（ナポリタンあられ）」、横浜市西区の洋菓子製造業者「ふらんすやま」の「ナポリタンケーキ」、同区のホルモン料理店「横浜うたげや ど根性ホルモン」の「モツニタン（もつ煮ナポリタン）」といった具合に、横浜市内の各企業と学会とのコラボレーションによる創作料理が、次々に発表されている。日本初のケチャップとされる「清水屋ケチャップ」を販売する加工食品業の横濱屋本舗も、最初のイベントから協力を続けている。
地産地消のナポリタンにも拘り、会員企業により、横浜産のトマト100パーセント使用によるトマトソースも開発されている。横浜はコマツナの収穫量が全国2位であることから、横浜産のコマツナをナポリタンに和えることも提案されている。
2012年4月にはイタリアのナポリで、日本文化に関心を持つイタリア人たちが集うイベント「ナポリコミコン」に参加して、現地の住民たちにナポリタンを提供した、学会側は「トマトでも投げつけられるかと思った」といい、実際に現地のイタリア人からも、イタリアではケチャップがパスタに使われないことや、港町であるナポリを名乗るにもかかわらず魚介類が用いられていないことを疑問視する声も多く聞かれ、ケチャップによる調理を怪訝な表情で見る者の姿もあった。それでも2日間にわたって約200食のナポリタンを振る舞い、ナポリ市長にも「ボーノ（うまい）!」と絶賛された。
2013年6月には、学会のアンテナショップとして「横浜ナポリタン物語 宿る屋食堂」が開業した。ナポリタン専門店であり、会長の田中健介が料理を務め、ナポリタン・ファミリーコンテストによる料理も楽しむことができる店である（2014年9月に閉店）。「宿る屋食堂」では富山県のパスタが用いられており、学会メンバーが富山まで工場見学へ行った縁で、北陸福井でボルガライスの普及に努める日本ボルガラー協会と懇意となった結果、同2013年にはナポリタンとボルガライスを一つの皿に盛った新メニュー「愛のボルナポセット」が誕生した。同2013年6月29日には福井県越前市で、ご当地洋食メニュー両者の推進団体により、友好協定書への調印が行われた。
会員は基本的に、面識のある人が対象である。一般のグルメ投稿サイトのように、偶然その日だけあった飲食店のマイナス点を指摘されることを避けるために、ブログにも制限が設けられている。年会費は2000円（一般）。各種イベントの運営費や活動費用は大半が持ち出しであり、ナポリへの旅費も自腹であった。

## 認定店

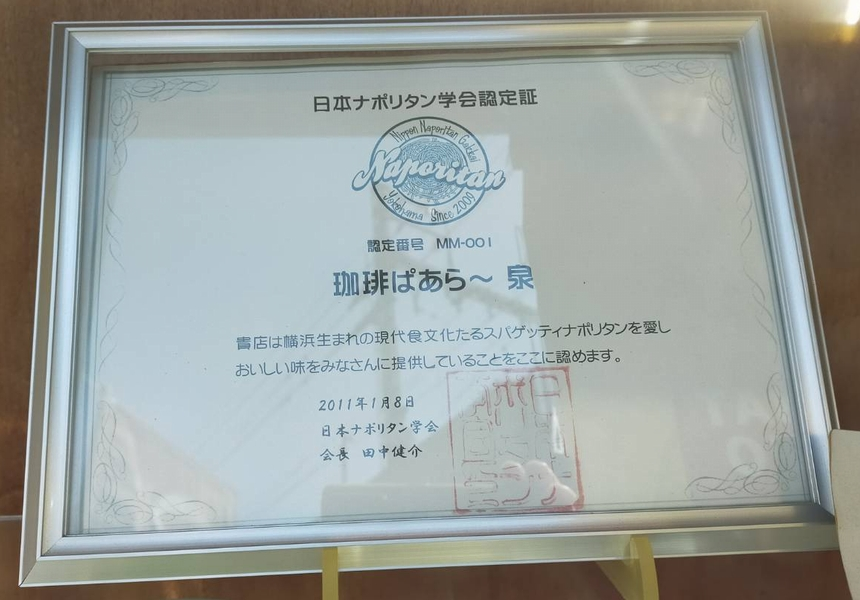
「ぱぁら〜泉」店頭の認定証

横浜市内を中心とし、ナポリタンを定番メニューとする洋食店に対して「認定証」を発行し、「日本ナポリタン学会認定店」としている。横浜の洋食店を多くの人に知ってもらうのが狙いである。ナポリタンの店としての条件は、「トマトソースかケチャップを使っていること」「和えるのではなく、炒めていること」「魅力的であること」の3点であり、具や麺など、他の条件は自由である。地域も横浜市内に限定しているわけではなく、宮城県の店舗が認定された事例もある。
「地域活性化のため」という学会の趣旨に賛同し、特色があり、取材等に積極的に関わってくれる店、なおかつ「ちゃんとした思いを持って作っている店」「横浜愛がある店」が、対象に選出されている。認定には学会員からの推薦が必要で、店舗の承認を得て、認定店となる。認定式の様子は、地域誌などで必ず紹介される仕組みのために、店舗側にも大きな利益をもたらしている。2021年（令和3年）7月時点において、20以上の店舗が認定店に選ばれている。